# NGC 5504
NGC 5504 est une galaxie spirale intermédiaire (barrée ?) située dans la constellation du Bouvier. Sa vitesse par rapport au fond diffus cosmologique est de 5 482 ± 17 km/s, ce qui correspond à une distance de Hubble de 80,9 ± 5,7 Mpc (∼264 millions d'al). NGC 5504 a été découverte par l'astronome français Édouard Stephan en 1880.
La classe de luminosité de NGC 5504 est II-III et elle présente une large raie HI.

## Supernova
La supernova SN 2013bb a été découverte dans NGC 5504 le 3 avril 2013 dans le cadre du relevé CRTS (Catalina Real-Time Transient Survey) de l'institut Caltech et par Stan Howerton. Cette supernova était de type IIb.

## Groupe de NGC 5504

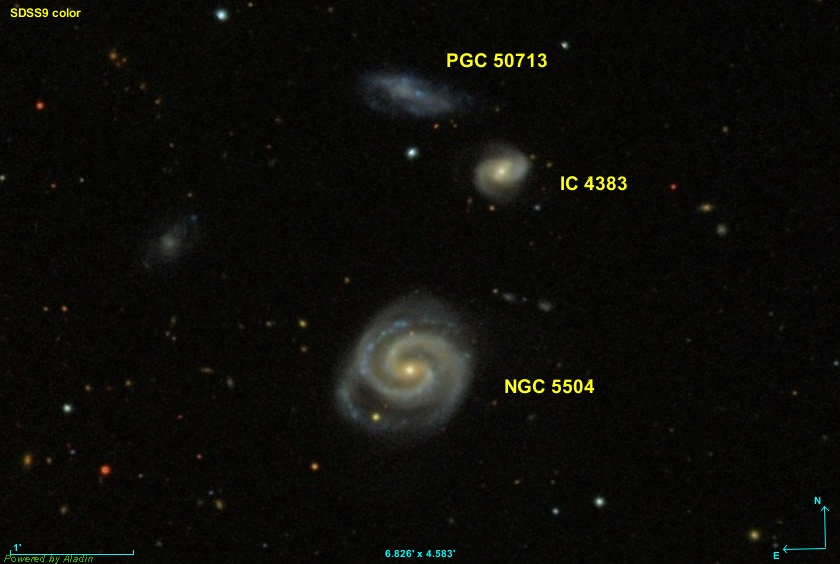
Deux galaxies dans la même région du ciel que NGC 5504.

Les galaxies IC 4383 et PGC 50713 sont situées dans la même région du ciel que NGC 5504 et leur vitesse radiale respectivement égale à (5 230 ± 4) km/s et à (5 249 ± 6) km/s les place à peu près à la même distance que NGC 5504. Ces trois galaxies forment donc un triplet de galaxies, le groupe de NGC 5504, la plus brillante des trois galaxies. Ce groupe de galaxies est désigné comme WBL 494 dans l'article de White et all. publié en 1999.
IC 4383 est aussi désigné comme NGC 5504B, et comme WBL 494-001 par la base de données NASA/IPAC alors que PGC 50713 est désigné comme NGC 5504C, et comme WBL 494-003.